# نقشه بازی (فیلم)
نقشه بازی (به انگلیسی: The Game Plan) فیلمی محصول سال ۲۰۰۷ آمریکا به کارگردانی اندی فیکمن است. در این فیلم بازیگرانی همچون دواین جانسون، مدیسون پتیس، کیرا سجویک، روزلین سانچز، موریس چستنت، برایان جی. وایت، پیج تورکو، هیز مک‌آرتور، لورن استورم، گوردون کلپ و رابرت تورتی ایفای نقش کرده‌اند.